# Johannes Hillarius van der Heide

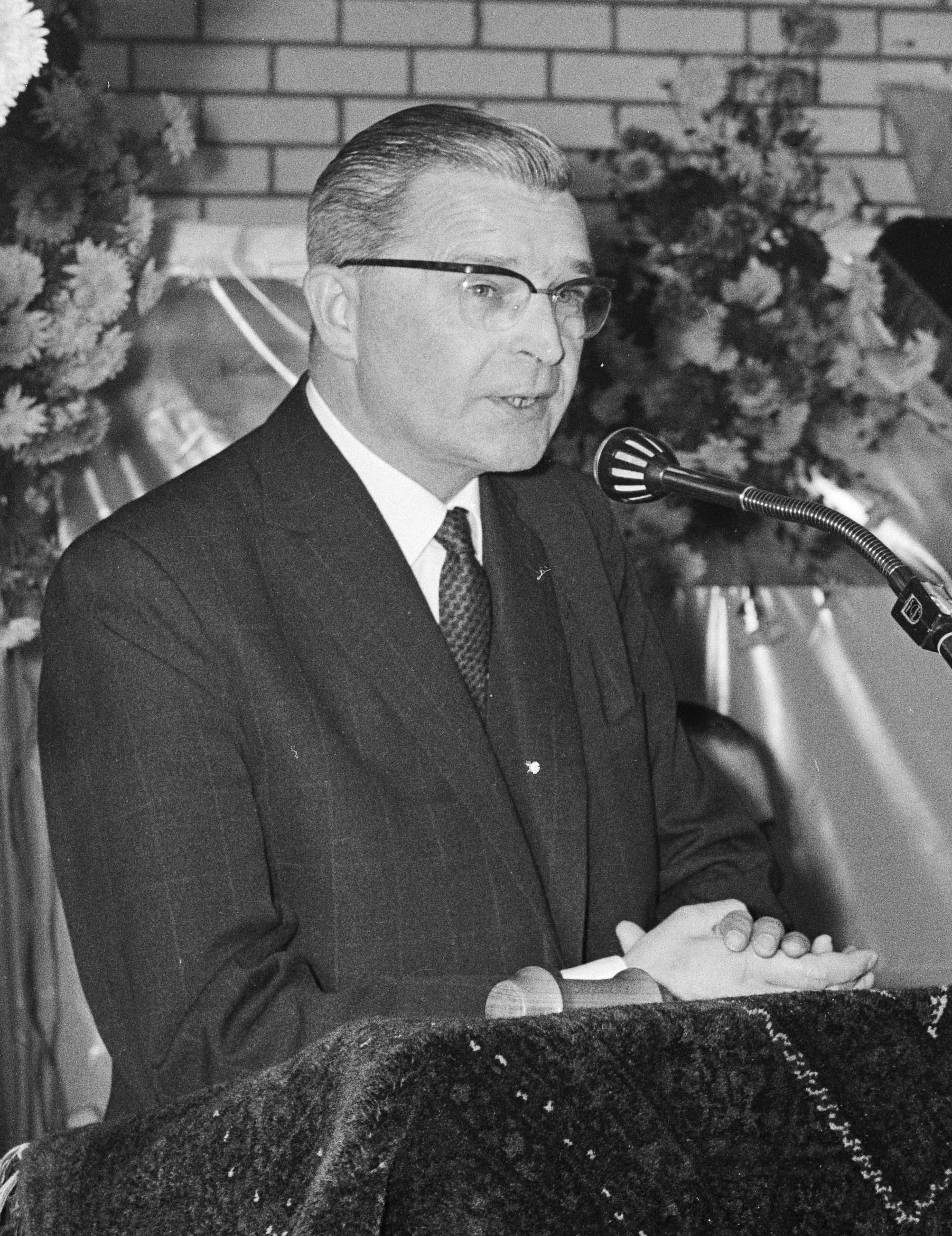
J.H. van der Heide, eerste burgemeester van Vleuten-De Meern

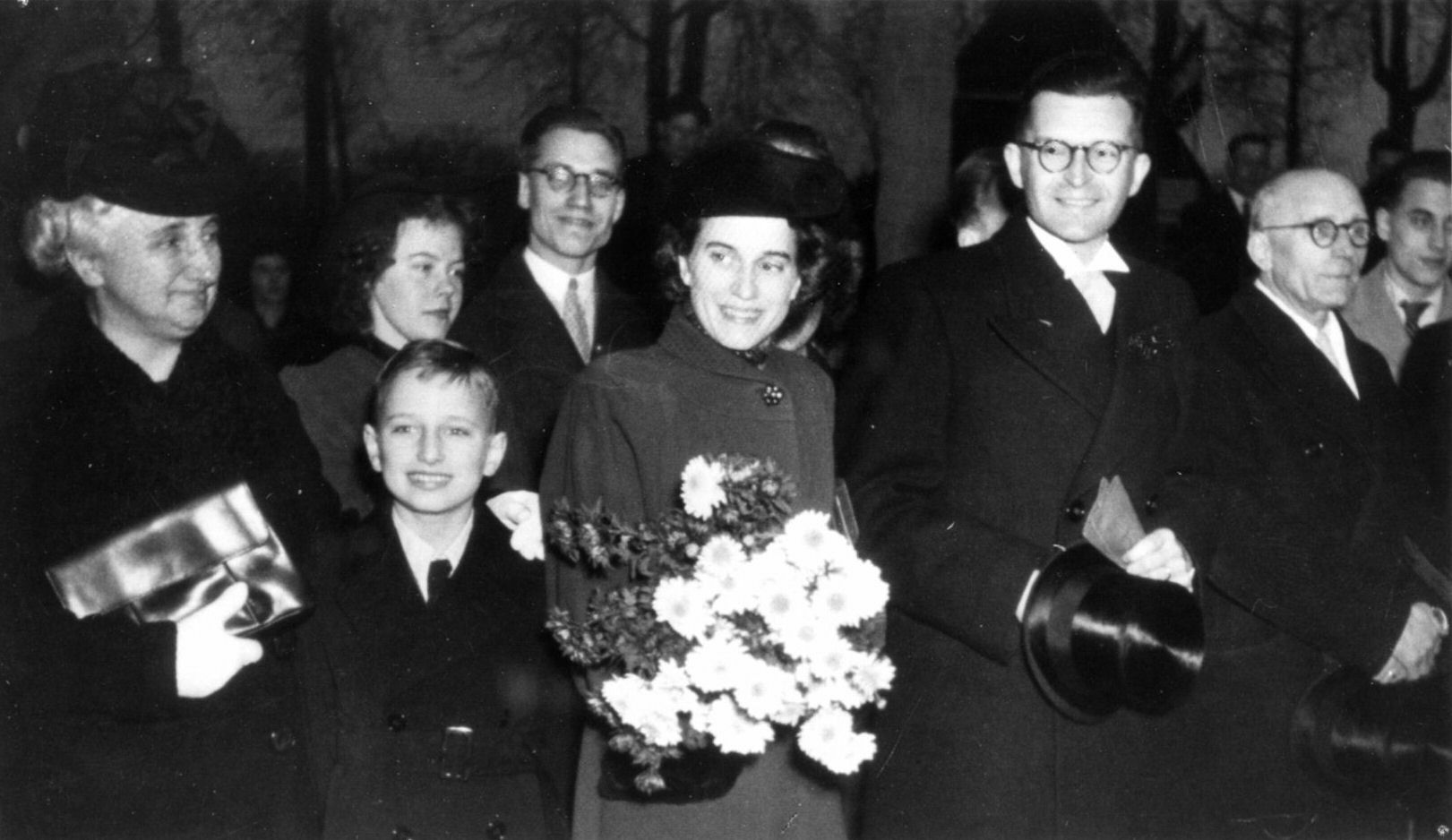
De pasbenoemde burgemeester van Vleuten en Haarzuilens J.H. van der Heide (links van hem zijn vrouw en rechts zijn schoonvader) brengt in 1946 zijn eerste bezoek aan Haarzuilens.

Johannes Hillarius van der Heide (Joure, 9 mei 1913 – Zeist, 23 juni 1983) was een Nederlands burgemeester.
Hij werd geboren als zoon van Gerrit van der Heide (1871-1931; drogist) en Marijke de Jager (1877-1944). Hij begon zijn loopbaan bij de gemeentesecretarie van Willeskop waar zijn latere schoonvader, Joannes Bernardus Kemme, burgemeester was. Daarna was hij werkzaam bij de gemeentesecretarie van Monster waar hij het bracht tot adjunct-commies. In december 1946 werd hij benoemd tot burgemeester van de gemeenten Haarzuilens en Vleuten.
In 1954 vond een omvangrijke gemeentelijke herindeling rondom de stad Utrecht plaats. Een onderdeel hiervan was een samenvoeging van (de grootste delen van) vier gemeenten, te weten Haarzuilens, Oudenrijn, Veldhuizen en Vleuten, tot de nieuwe gemeente Vleuten-De Meern. Van der Heide werd hiervan de eerste burgemeester. Tijdens zijn burgemeesterschap ontwikkelden de dorpen Vleuten en vooral De Meern, waarvan in 10 jaar tijd door de bouw van 1.200 woningen het aantal inwoners meer dan verdubbelde, zich razendsnel tot aantrekkelijke en welvarende woongebieden met veel forensen. Hij was geen lid van een politieke partij, wat tamelijk opmerkelijk was omdat in zijn beginperiode zo'n 60% van de bevolking van Vleuten en De Meern rooms-katholiek was. Hij had het imago van een bescheiden, wat afstandelijke en onpartijdige persoon. Maar hij had grote ambities, die hij ook kon verwerkelijken, mede doordat de jaren van zijn burgemeesterschap in Vleuten-De Meern een periode vormden van economische voorspoed in Nederland.
In februari 1974 werd hem ontslag verleend en midden 1983 overleed Van der Heide op 70-jarige leeftijd. Zijn zwager Jan Kemme was eveneens burgemeester en wel van de gemeente Duiven.